# بيوت (موقع ويب)
بيوت هو محرك بحث عقاري مقره دولة الإمارات العربية المتحدة لبيع وشراء وتأجير العقارات السكنية والتجارية في جميع أنحاء الإمارات السبع في الدولة. يوفر الموقع أيضًا للمستخدمين أداة لحساب أوقات التنقل من العقارات المدرجة إلى الوجهات، ويعرض المدارس والمستشفيات والمطاعم القريبة.
بيوت هي جزء من مجموعة أميرجينج لأسواق العقارات المسؤولة عن زامين(Zameen.com) في باكستان، و بي بروبيرتي (BProperty.com) في بنجلاديش،  مبوب (Mubawab) في المغرب وتونس،  وكايدي (Kaidee) في تايلاند و بيوت مصر في مصر.

## وصلات خارجية
- الموقع الرسمي